# 계면
계면(界面)은 한 균일한 액체와 고체의 위상이 다른 균일한 상과 접하고 있는 경계이다.
계면은 서로 다른 물질 또는 서로 다른 물리적 상태의 물질이 차지하는 두 공간 영역 사이의 경계이다. 물질과 공기 또는 물질과 진공 사이의 경계면을 표면이라고 하며 표면 과학에서 연구한다. 열평형에서 접촉하는 영역을 상(phases)이라고 하고 경계면을 상경계(phase boundary)라고 한다. 평형을 벗어난 계면의 예는 다결정질 물질의 입자 경계이다.
계면의 중요성은 시스템 유형에 따라 다르다. 몫(quotient) 영역/부피가 클수록 계면의 효과가 커진다. 결과적으로 계면은 콜로이드와 같이 계면 면적 대 부피 비율이 큰 시스템에서 매우 중요하다.
계면은 평평하거나 곡선일 수 있다. 예를 들어 샐러드 드레싱의 기름 방울은 구형이지만 물 한 잔의 물과 공기 사이의 경계면은 대부분 평평한다.
표면 장력은 액체와 관련된 계면 프로세스를 지배하는 물리적 특성이다. 평평한 표면의 액체 필름의 경우 액체-증기 계면가 평면을 유지하여 계면 영역과 시스템 자유 에너지를 최소화한다. 거친 표면의 액체 필름의 경우, 표면 장력은 메니스커스를 평평하게 유지하는 경향이 있는 반면 분리 압력은 필름을 기판에 등각으로 만든다. 평형 메니스커스 모양은 모세관 압력과 분리 압력 사이의 경쟁 결과이다.
계면은 굴절과 같은 다양한 광학 현상을 일으킬 수 있다. 광학 렌즈는 유리와 공기 사이의 경계면을 실용적으로 적용한 예이다.
하나의 국소 계면 시스템은 에어로졸과 다른 대기 분자 사이의 기체-액체 계면이다.

## 같이 보기
- 표면과학